# Елрој Гелант
Елрој Гелант ( Џорџ, 25. август 1986) јужноафрички је атлетичар који се углавном такмичи у трчању на дуге стазе. Држи државни рекорд у трчању на 5000 метара.

## Спортска каријера
Елрој Гелант је учествовао у свом првом такмичењу на првенству Јужне Африке до 18 година 2003. године. Тада се такмичио у трчању на 800 метара и освојио бронзану медаљу. Двије године касније такмичио се у старијој старосној групи у трчању на 1500 метара на првенству Јужне Африке до 20 година и такође освојио бронзану медаљу. Галант је 2006. године први пут учествовао на државном првенству за одрасле и заузео пето мјесто на 1500 метара. Године 2007. постао је јужноафрички вицешампион у истој дисциплини. У јуну је истрчао ново најбоље време од 3:43,20 минута у Белгији. Гелант је 2009. године учествовао у трчању на 5000 метара на Универзијади у Београду и тамо освојио бронзану медаљу. Од тада се више фокусирао на трчање на дуге стазе. Године 2010. је на 5000 метара поправио вријеме од 13:25,88 минута и убрзо потом освојио сребрну медаљу на првенству Јужне Африке на овој дистанци.
Године 2011. поново је напредовао и квалификовао се за Свјетско првенство у Даегу. Као десето мјесто у својој трци, пропустио је да се пласира у финале трке на 5000 метара. Године 2012. учествовао је на Свјетском првенству у дворани у Истанбулу на прољеће. Прошао је у финале, које је потом завршио на 12. и посљедњем мјесту. Ипак, његових 7:48,64 мин је рекорд Јужне Африке.
У априлу је поново био јужноафрички вицешампион у трци на 5000 метара. У овој дисциплини се такмичио на афричком првенству у Бенину у јулу и освојио седмо мјесто у финалу. У августу се такмичио у Кејптауну у оквиру Јужноафричког првенства у полумаратону у времену од 1:02:59 сати и освојио је пети. Године 2013. учествовао је на Свјетском првенству у кросу у Бидгошчу и на циљ стигао на 20. мјесту. У августу се по други пут такмичио на Свјетском првенству у Москви и овога пута стигао до финала, гдје је завршио на 12. месту. У фебруару 2014. поправио је сопствени национални рекорд у трчању на 3000 метара на 7:39,55 минута. Мјесец дана касније учествовао је на Свјетском првенству у дворани у Сопоту и поново стигао до финала, овога пута завршио на 7. мјесту. Крајем мјесеца учествовао је на свјетском првенству у полумаратону у Копенхагену и заузео 13. мјесто са новим најбољим резултатом 1:01:10 сати. Касније у августу по други пут је учествовао на афричком првенству у Маракешу, овог пута у финалу трке на 5000 метара завршио је на деветом мјесту.
Гелант је у мају 2016. године поставио нови национални рекорд у трчању на 5000 метара за 13:04,88 минута, што је од тада забележено као његов лични рекорд. Крајем јуна вратио се кући у Дурбан да поново учествује на афричком првенству. У финалу је истрчао 13:15,13 минута и постао вицешампион Африке. Са најбољим временом пласирао се на Љетње олимпијске игре у Рио де Жанеиру, гдје се такмичио у августу. Тамо се пласирао у финале које је завршио на 13. мјесту. У априлу 2017. године Гелант је освојио трку на 10.000 метара на првенству Јужне Африке. Ово је његова једина освојена титула националне титуле до данас. Године 2017. поново је учествовао на Свјетском првенству у кросу у Кампали, али овога пута није успео да напредује. Гелант је 2018. године по други пут учествовао на Свјетском првенству у полумаратону у Валенсији, али овога пута није завршио више од 41. мјеста. У августу је учествовао на афричком првенству у Асаби. Завршио је 15. на 5000 метара и девети на дуплој удаљености. Године 2020. поставио је нове рекорде у полумаратону и маратону. Гелант се у маратону квалификовао за Љетње олимпијске игре у Токију. Маратон, који је због климатских услова одржан у Сапору, истрчао је за 2:16:43 сата и на циљ стигао на 34. мјесту. Гелант је 2022. године завршио осми на 10.000 метара на Афричком првенству на Маурицијусу.

## Важна такмичења
| Година                 | Догађај                                                 | Држава                 | Мјесто                 | Дисциплина             | Вријеме                |
| Јужноафричка Република | Јужноафричка Република                                  | Јужноафричка Република | Јужноафричка Република | Јужноафричка Република | Јужноафричка Република |
| ---------------------- | ------------------------------------------------------- | ---------------------- | ---------------------- | ---------------------- | ---------------------- |
| 2009                   | Љетња универзијада 2009. године                         | Београд                | 3.                     | 5000 m                 | 14:07,97 min           |
| 2011                   | Свјетско првенство у атлетици на отвореном 2011. године | Тегу                   | 20.                    | 5000 m                 | 13:48,33 min           |
| 2012                   | Свјетско првенство у атлетици у дворани 2012. одине     | Истанбул               | 12.                    | 3000 m                 | 7:48,64 min            |
| 2012                   | Афричко првенство у атлетици 2012. године               | Порто Ново             | 7.                     | 5000 m                 | 13:54,93 min           |
| 2013                   | Свјетско првенство у кросу 2013. године                 | Бидгошч                | 20.                    | Трке за одрасле        | 33:53 min              |
| 2013                   | Свјетско првенство у атлетици на отвореном 2013. године | Москва                 | 12.                    | 5000 m                 | 13:43,58 min           |
| 2014                   | Свјетско првенство у атлетици у дворани 2014. године    | Сопот                  | 7.                     | 3000 m                 | 7:57,31 min            |
| 2014                   | Свјетско првенство у полумаратону 2014. године          | Копенхаген             | 13.                    | Полумаратон            | 1:01:10 h              |
| 2014                   | Афричко првенство у атлетици на отвореном 2014. године  | Маракеш                | 9.                     | 5000 m                 | 14:00,48 min           |
| 2016                   | Афричко првенство у атлетици на отвореном 2016. године  | Дурбан                 | 2.                     | 5000 m                 | 13,15,13 min           |
| 2016                   | Љетње олимпијске игре 2016. године                      | Рио де Жанеиро         | 13.                    | 5000 m                 | 13:17,47 min           |
| 2017                   | Свјетско првенство у кросу 2017. године                 | Кампала                | 44.                    | Трка за одрасле        | 30:45 min              |
| 2018                   | Свјетско првенство у полумаратону 2018. године          | Валенсија              | 41.                    | Пулумаратон            | 1:02:52 h              |
| 2018                   | Афричко првенство у атлетици на отвореном 2018. године  | Асаба                  | 15.                    | 5000 m                 | 14:20,37 min           |
| 2018                   | Афричко првенство у атлетици на отвореном 2018. године  | Асаба                  | 9.                     | 10.000 m               | 30:23,35 min           |
| 2021                   | Љетње олимпијске игре 2020. године                      | Токио                  | 34.                    | Маратон                | 2:16:43 h              |
| 2022                   | Афричко првенство у атлетици на отвореном 2022. године  | Порт Луј               | 8.                     | 10.000 m               | 29:41,40 min           |
| 2023                   | Свјетско првенство у кросу 2023. године                 | Батерст                | 38.                    | Индивидуална трка      | 31:54 min              |